# Syneches bicolor
Syneches bicolor är en tvåvingeart som beskrevs av Walker 1859. Syneches bicolor ingår i släktet Syneches och familjen puckeldansflugor. Inga underarter finns listade i Catalogue of Life.